# Вольпин, Марк Ефимович
Марк Ефи́мович Во́льпин (23 мая 1923, Симферополь — 28 сентября 1996, Москва) — советский и российский химик; доктор химических наук; академик АН СССР (1987; с 1991 г. — РАН); лауреат Ленинской (1963) и Государственной премии СССР (1982).

## Биография
С 1938 года жил в Москве. В 1939 году стал победителем 1-й Всесоюзной олимпиады юных химиков, поэтому в 1940 году без экзаменов был принят на химический факультет Московского университета. Учёба была прервана войной: в 1941 году ушёл добровольцем на фронт; в 1942 году демобилизован по болезни. 
Работал лаборантом, заместителем начальника Центральной химической лаборатории на Уральском танковом заводе (Миасс).
После войны вернулся в Москву; в 1949 году окончил Московский университет, в 1952 году — аспирантуру по кафедре химии нефти (профессор А. Ф. Платэ). В 1953—1958 годах работал в отделе теоретической органической химии Всесоюзного института научной и технической информации. С 1958 года — в Институте элементоорганических соединений АН СССР: заведующий лабораторией комплексных металлоорганических катализаторов (1963—1994), одновременно заместитель директора института (1963—1969), профессор (с 1973); с 1988 года до конца жизни — директор института.
Был председателем Научного совета РАН по элементоорганической химии.
Похоронен на Введенском кладбище (9 уч.).

## Научная деятельность
Основные направления исследований: химия небензоидных ароматических соединений, карбенов, металлоорганических соединений.
В 1952 году защитил кандидатскую, в 1959 году — докторскую диссертацию. В 1979 году избран членом-корреспондентом АН СССР, в 1987 году — академиком.
Основные достижения:
- разработал каталитический метод синтеза нитрилов из олефинов и аммиака (1949, совместно с А. Ф. Платэ);
- экспериментально доказал равноценность атомов углерода в ионе тропилия; впервые получил ряд солей тропилия; предложил новый метод синтеза солей тропилия (совместно с Д. Н. Курсановым);
- открыл реакцию тропилирования (1956—1959);
- открыл реакцию фиксации молекулярного азота комплексными металлоорганическими соединениями титана, хрома, молибдена, вольфрама и железа при комнатной температуре и нормальном давлении (1964, совместно с В. Б. Шуром);
- показал возможность фиксации углекислого газа комплексами переходных металлов (1970, совместно с И. С. Коломниковым);
- создал новые катализаторы гомогенного гидрирования олефинов, тримеризации ацетиленов, полициклотримеризации;
- впервые получил комплексы слоистых соединений графита с переходными металлами;
- предложил использование комплексов переходных металлов, являющихся источниками свободных радикалов, в качестве селективных противоопухолевых препаратов.

Автор более 500 научных работ, 35 патентов на изобретения.

### Избранные труды
- Вольпин М. Е. Взаимодействие олефинов с аммиаком в присутствии окисных катализаторов; получение ацетонитрила : Автореф. дис. … канд. хим. наук. — М., 1952. — 11 с.
- Вольпин М. Е. Исследование небензоидных ароматических систем тропилия и циклопропенилия : Автореф. дис. … д-ра хим. наук. — М., 1959. — 20 с. — 150 экз.

## Награды
- Ленинская премия (1963)
- Премия столетия (1980)
- Государственная премия СССР (1982)
- Серебряная медаль Королевского общества (1973, Великобритания)
- Золотая медаль им. А. Н. Несмеянова Президиума АН СССР (1982)
- премия фонда «Maison de la Chimie» Французского химического общества